# صالح الشیخ
صالح الشیخ (عربی: صالح الشيخ الهندي؛ زاده ۲۹ مهٔ ۱۹۹۲) یک بازیکن فوتبال اهل کویت است.
وی همچنین در تیم ملی فوتبال کویت بازی کرده‌است.